# Hreljići (Chorwacja)
Hreljići – wieś w Chorwacji, w żupanii istryjskiej, w gminie Marčana. W 2011 roku liczyła 90 mieszkańców.